# Brattnipane
Die Brattnipane (norwegisch für Steile Gipfel) sind eine Gruppe von Berggipfeln im ostantarktischen Königin-Maud-Land. Sie ragen 15 km nordwestlich des Mefjell im Gebirge Sør Rondane auf.
Norwegische Kartografen, die auch die deskriptive Benennung vornahmen, kartierten sie 1957 anhand von Luftaufnahmen, die bei der Lars-Christensen-Expedition 1936/37 sowie bei der von der United States Navy durchgeführten Operation Highjump (1946–1947) entstanden sind.